# Tylertown
Tylertown település az Amerikai Egyesült Államok Mississippi államában, Walthall megyében, melynek megyeszékhelye is. Lakosainak száma 1515 fő (2020. április 1.).

## Népesség
A település népességének változása:

| 2010 | 1 609 |
| 2020 | 1 515 |